# Hedysarum nagarzense
Hedysarum nagarzense là một loài thực vật có hoa trong họ Đậu. Loài này được C.C.Ni miêu tả khoa học đầu tiên.